# From Sarah with Love
„From Sarah with Love” este un cântec al cântăreței germane Sarah Connor, de pe primul său album, Green Eyed Soul (2001). A fost scris și produs de Rob Tyger și Kay Denar, și lansat ca al treilea single de pe album pe 8 octombrie 2001 în Europa Centrală.
„From Sarah with Love” a atins poziția nr. 1 în Germania, Elveția, Polonia, Portugalia și Cehia, poziția numărul 2 în Romanian Top 100 și poziția numărul 3 în Finlanda, Ungaria și Rusia, fiind cel mai de succes single al lui Sarah Connor. Cântecul a fost nominalizat la categoria „cel mai bun single rock/pop național” ( Germania) la gala premiilor ECHO 2002 și a obținut certificat de triplu aur de la filiala germană a International Federation of the Phonographic Industry.

## Lista peselor
European CD single
1. "From Sarah with Love" (Radio Version) – 4:12
2. "From Sarah with Love" (Kayrob Dance Mix) – 4:02

European CD maxi single
1. "From Sarah with Love" (Radio Version) – 4:12
2. "From Sarah with Love" (Kayrob Dance Mix) – 4:02
3. "Man of My Dreams" – 3:11

## Clasamente
| Clasament (2001/2002)            | Poziție |
| -------------------------------- | ------- |
| Austrian Singles Chart           | 2       |
| Belgian Singles Chart (Flanders) | 6       |
| Belgian Singles Chart (Wallonia) | 6       |
| Cehia                            | 1       |
| Dutch Top 40                     | 6       |
| European Hot 100 Singles         | 5       |
| Finnish Singles Chart            | 3       |
| German Singles Chart             | 1       |
| Grecia                           | 9       |
| Ungaria (Rádiós Top 40)          | 3       |
| Norwegian Singles Chart          | 14      |
| Polish Singles Chart             | 1       |
| Portugalia                       | 1       |
| Romanian Top 100                 | 2       |
| Rusia                            | 3       |
| Swedish Singles Chart            | 38      |
| Swiss Singles Chart              | 1       |

| (2000–2009)          | Poziție |
| -------------------- | ------- |
| German Singles Chart | 74      |

| Țară        | Certificare (vânzări) |
| ----------- | --------------------- |
| Austria     | Aur                   |
| Belgia      | Aur                   |
| Germania    | 3× Aur                |
| Switzerland | Platină               |